# Prima J
Prima J – amerykański zespół muzyczny, składający się z kuzynek Janelle i Jessica Martinez. Jessica, ur. 25 maja 1988 i Janelle ur. 26 sierpnia 1988 wymyśliły nazwę „Prima J” od litery „j” z ich imion i „Prima” (czyli kuzynki) i połączyły je. Debiutancki album został wydany 17 czerwca 2008. Dziewczyny zadebiutowały w 2007 roku z singlem „Rock Star” z Bratz: Motion Picture Soundtrack. Zostały odkryte przez byłego członka Wild Orchid, Stefanie Ridel.
Przed „Rockstar” wydały piosenkę „Gotta Lotta” dla filmu Disney Channel Original Movies (Wskakuj! – Jump In!), która ukazała się na ścieżce dźwiękowej filmu i wzięły udział w teledysku do piosenki Baby Bash’a „What Is It”. Niedawno zagrały małą rolę w Bring It On: Fight to the Finish, a ich piosenka „Corazon (Your’e not alone)” także ukazała się w filmie.

## Filmografia
- 2008: Bratz – The Movie
- 2009: Bring It On: Fight to the Finish

## Dyskografia

### Albumy
- Prima J (2008)

### Single
- 2007 – „Rockstar” (Album Prima J)
- 2008 – „Nadie (No One)” (Album Prima J)
- 2008 – „Homerwork” (Album „Prima J”)
- 2009 – „Corazón (You’re Not Alone)” (Album Prima J)

## Trasy
- 2008: Jesse & Jordin LIVE Tour